# Cabello eugeni
Cabello eugeni är en spindelart som beskrevs av Herbert Walter Levi 1964. Cabello eugeni ingår i släktet Cabello och familjen klotspindlar.
Artens utbredningsområde är Venezuela. Inga underarter finns listade.